# Médaille du Mérite de la RDA
La médaille du Mérite de la République démocratique allemande est une distinction d'État de la RDA qui fut créée le 4 juin 1959. L'insigne était remis par le président du conseil des ministres.

## Conditions d'admission
La médaille était décernée à tout citoyen s'étant distingué par des réalisations particulières et le plein accomplissement de ses devoirs dans le cadre de l'édification du socialisme et du renforcement de la RDA, notamment dans le domaine du travail.
Étaient aussi concernées les activités sociales ainsi que les services rendus sur le plan de la coopération internationale avec la RDA. C'est ainsi que des ressortissants d’autres pays socialistes pouvaient également se voir décerner la médaille.
La médaille n'était en principe attribuée qu'une fois, en même qu'un certificat et une prime de 1000 Marks. Le président du conseil des ministres procédait à la cérémonie à l'occasion du « jour de lutte de la classe ouvrière » (1er mai) et de la fête nationale (« Tag der Republik », 7 octobre). Il pouvait aussi se faire représenter.

## Description
La médaille est en métal argenté, d’un diamètre de 33 mm. Sur l'avers, elle montre trois champs horizontaux émaillés noir-rouge-or et délimités par un anneau d’argent représentant une couronne de laurier, d'une largeur de 3 mm. Au centre sont figurées les armoiries de la RDA en argent, lesquelles sont également entourées par un mince anneau d'argent et se détachent ainsi des parties émaillées.
Le revers de la médaille comporte l'inscription en demi-cercle « VERDIENSTMEDAILLE » (Médaille du mérite) et au centre sur quatre lignes « DER / DEUTSCHEN / DEMOKRATISCHEN / REPUBLIK » (de la République démocratique allemande).
La médaille se porte sur la poitrine en haut à gauche.

## Récipiendaires
- Georg Ewald
- Leo Kneler
- Manfred Krug (1973)
- Gerhard Lucht (1959)
- Kurt Nowotny (1964)

## Sources
- (de) Cet article est partiellement ou en totalité issu de l’article de Wikipédia en allemand intitulé « Verdienstmedaille der DDR » (voir la liste des auteurs).

1. ↑  Bartel, Karpinski, Auszeichnungen der Deutschen Demokratischen Republik, Militärverlag der DDR 1979, p.159/160.